# Antiopha collaris
Antiopha collaris är en fjärilsart som beskrevs av William Schaus 1901. Antiopha collaris ingår i släktet Antiopha och familjen tandspinnare. Inga underarter finns listade i Catalogue of Life.